# Politique à la Grenade
La Grenade est une monarchie parlementaire multipartite, au sein du Commonwealth, où le monarque de la Grenade est le chef d'État et le Premier ministre est le chef du gouvernement. Le pouvoir exécutif est détenu par le gouvernement tandis que le pouvoir législatif est partagé entre le gouvernement et le Parlement. Le pouvoir judiciaire est indépendant des deux premiers. Les institutions politiques et judiciaires sont largement inspirées de la common law britannique

## Pouvoir exécutif
| Fonction           | Nom               | Parti | Depuis           |
| ------------------ | ----------------- | ----- | ---------------- |
| Roi                | Charles III       |       | 8 septembre 2022 |
| Gouverneur général | Cécile La Grenade |       | 7 mai 2013       |
| Premier ministre   | Dickon Mitchell   | NDC   | 24 juin 2022     |

En sa qualité de chef d'État, le roi de la Grenade est représenté par un gouverneur général qui agit sur conseil du Premier ministre et du cabinet. Le gouverneur général nomme le président de la Cour suprême après avoir consulté le Premier ministre et le chef de l’opposition. Il nomme les autres juges en entente avec une commission judiciaire.
Le Premier ministre est le chef du parti majoritaire. Lui et son gouvernement répondent politiquement de leurs actes devant le Parlement, en accord avec le système de Westminster.

## Pouvoir législatif
Le Parlement est composé de deux chambres. La Chambre des représentants compte 19 membres élus pour 5 ans dans des circonscriptions à siège unique. Le Sénat compte 13 membres dont 10 sont nommés par le gouvernement et 3 par l’opposition.

## Pouvoir judiciaire
La plus haute instance judiciaire est le Comité judiciaire du Conseil privé du Royaume-Uni. La Grenade est par ailleurs membre de la Cour suprême de la Caraïbe orientale.

## Pour approfondir